# Bagdad (pandilla)
Bagdad es una organización criminal de pandillas originaria de Panamá, dedicada principalmente al narcotráfico, y que opera para «grupos transnacionales de crimen organizado». También participa en otras actividades ilícitas como el secuestro, la extorsión, el sicariato, el homicidio, el robo, el tráfico y reclutamiento de menores, el lavado de dinero, la provocación intencionada de incendios, la posesión ilícita de armas de fuego y la vigilancia, especialmente en la supervisión de cargamentos de droga.
Las operaciones del grupo se han extendido a otros países como España y Costa Rica, y varias de ellas han sido investigadas por la Organización Internacional de Policía Criminal (INTERPOL), la Administración de Control de Drogas (DEA) y la Dirección Nacional de Investigación Judicial (DNIJ).
Se estima que está conformada por unas 30 o 40 bandas menores, y ha sido catalogada como la pandilla más grande de Panamá, junto con Calor. Sin embargo, otras fuentes estiman que cuenta con aproximadamente 800 miembros. Recluta a jóvenes desde los 14 años de edad.
Bagdad, junto con Calor, presta apoyo logístico y organizacional a varios cárteles de droga de Colombia y México.
Está vinculada con múltiples homicidios y con la movilización de cocaína desde Colombia hacia Panamá, desde donde es enviada a Estados Unidos. Además, protagoniza disputas con otras organizaciones criminales por el microtráfico en la Ciudad de Panamá y otras zonas del país.

## Trayectoria
Bagdad se formó a partir de una antigua banda llamada Unión Soviética, compuesta por otras bandas menores: Bagdad, El Pentágono y Matar o Morir (MOM). Bagdad operaba originariamente en El Chorrillo, El Pentágono en Santa Ana y MOM en Curundú, todos ellos barrios de la Ciudad de Panamá.
Jorge Rubén Camargo Clarke, alias "Cholo Chorrillo" o "El Cholo", era el líder de la banda. Bajo su liderazgo, esta escisión de la Unión Soviética se convirtió en una organización especializada en el robo de cargamentos de droga a otros grupos narcotraficantes.
La Unión Soviética extorsionaba a otras bandas criminales y buscaba eliminar tanto a bandas rivales como a tumbadores (ladrones de droga), lo que llevó a que sus enemigos se unieran para formar la banda Calor Calor.
Tras la muerte de los líderes de El Pentágono y MOM, Bagdad asumió el control de la organización, y la Unión Soviética adoptó el nombre de Bagdad.
La banda ha continuado con actividades como el robo de drogas, vigilancia de cargamentos, sicariato, secuestro, extorsión y control territorial. Se estima que controla más del 50 % del mercado de drogas en Panamá. Además, mantiene constantes disputas violentas con otras organizaciones criminales y también ha enfrentado conflictos internos.
En 2019, Bagdad sufrió una pugna interna cuando la banda Matar o Morir (MOM) retuvo un cargamento de droga con el objetivo de declararse independiente.
Ya en 2014 se estimaba que Bagdad y Calor Calor contaban con más de 2.000 miembros. Desde ese año, existe una intensa rivalidad entre Jaime Powell Rodríguez, de Bagdad, y Eduardo Macea, alias "Marshall", líder de Calor Calor. Ambos intentaron colaborar bajo el liderazgo de Juan Vicente Blandford, alias "El Patrón Juancito", pero surgieron disputas luego de que varios miembros de Calor Calor se pasaran a Bagdad. 
El Patrón Juancito fue capturado en 2019, aunque se rumorea que, desde prisión, continúa intentando reunir a los líderes de ambas bandas.
En un principio Bagdad estuvo liderada por Jorge Camargo alias El Cholo o Cholo Chorrillo, pero a partir de 2016, la banda pasó a estar bajo el mando de Jaime Powell Rodríguez, alias Yunya. Se cree que Yunya utiliza su red de negocios en España para despachar drogas a Europa y lavar dinero que esconde en cuentas bancarias en Suiza.
El líder anterior de  Bagdad, Jorge Rubén Camargo Clarke "Cholo Chorrillo", había sido capturado y enviado a prisión un par de veces, en el año 2021 salió de prisión y se convirtió en uno de los principales objetivos de la Operación Neptuno, una investigación en torno a Bagdad de la Policía Nacional y Ministerio Público de Panamá en conjunto con la Administración para el Control de Drogas de Estados Unidos (DEA), en aquel momento se supo que Camargo Clarke había huido del país para evitar ser arrestado, las autoridades panameñas ofrecían una recompensa para quien les diera información sobre el paradero del narcotraficante. En 2021 la DEA advirtió que Camargo Clarke podría estar en Costa Rica.
En el año 2018, Jaime Powell Rodríguez fue detenido en Dubái, donde fue extraditado a Panamá por narcotráfico internacional, sin embargo apenas en 2019, Powell Rodríguez fue puesto en libertad y para marzo del 2020 la policía ya estaba buscándolo nuevamente.
En febrero del año 2022, Camargo Clarke fue arrestado en Costa Rica, donde rechazó la opción de ser extraditado voluntariamente a los Estados Unidos y fue condenado a dos meses de prisión por el Tribunal Penal de San José, periodo de tiempo establecido en Costa Rica para resolver procesos de extradición.
Bagdad se hizo más fuerte a lo largo del canal, en la provincia de Panamá Oeste, que limita con Ciudad de Panamá, Colón y el Océano Pacífico, el violento conflicto territorial entre Bagdad y Calor Calor se ha extendido desde Ciudad de Panamá a Panamá Oeste, donde los cargamentos de drogas entran y salen de la zona costera de La Chorrera.
La banda se convirtió en un subordinado que se ocupa de despachar las drogas para grupos colombianos y mexicanos por Panamá y otros lugares.
En marzo de 2022, fueron detenidos en  el sector de Panamá Oeste al menos 22 miembros. Los detenidos fueron condenados por el delito de pandillerismo a penas que oscilan entre los 60 y 72 meses de prisión.

### “Masacre de La Joyita”
En diciembre de 2019, Bagdad trató de cobrarse una deuda coordinando un tiroteo en La Joyita, una de las mayores prisiones de máxima seguridad de Panamá, un grupo de presos abrió fuego contra otro, usando armas de asalto de gran calibre, este tiroteo dejó un total de 15 muertos y 11 heridos.
Después de este hecho conocido como la Masacre de La Joyita, se desató una oleada de violencia en el complejo penitenciario de La Joya y en las calles de Panamá Oeste, provocando que se disparara la tasa de homicidios.